# Joseph Arnold Hachez
Joseph Johannes Arnold Hachez (* 1828 in Bremen; † 1901 ebenda) war ein deutscher Kaufmann, Reeder und Mäzen in Bremen.

## Biografie
Die Familie Hachez kam 1771 aus Brügge nach Bremen. Joseph Johan Hachez gründete mit seinem Schwiegervater Konsul Erttel das Eisenhandelsunternehmen Erttel & Hachez in Bremen.
Joseph Arnold Hachez war der Sohn des Kaufmannes Philipp Joseph Hachez (1795–1833). Sein Bruder war der Kaufmann Johann Ferdinand Dominikus Hachez, sein Neffe Emil Hermann Hachez (1820–1875), Kaufmann und Mitinhaber der Cigarrenfabrik Hachez und Müller. In vierter bremischer Generation gründete Joseph Emil Hachez (1862–1933) die Schokoladenfabrik Hachez.
Joseph Arnold Hachez trat in die große Reederei und Überseehandlung von D. H. Wätjen ein und wurde bald Prokurist. Er heiratete 1862 Magdalene Christine Louise Wätjen (1843–1912), eine Tochter seines Chefs Christian Heinrich Wätjen; die Ehe blieb kinderlos. 1868 ließ er nach Plänen von Heinrich Müller sein um 1870 abgerissenes Wohnhaus Contrescarpe 20 bauen. Ende 1887 schied er nach dem Tod seines Schwiegervaters aus dem Unternehmen aus.

St.-Joseph-Stift

Hachez wurde bekannt als bedeutender Bremer Mäzen. Sein Schwiegervater und er förderten 1878 den Krankenhausneubau des katholischen St.-Joseph-Stifts (heute Schwachhauser Heerstraße 54). Er und Hermann Melchers (aus dem Unternehmen Melchers) stifteten jeweils 100.000 Taler für den Erweiterungsbau der Kunsthalle Bremen und somit die Hälfte der Baukosten.
Er wurde auf dem Riensberger Friedhof beerdigt. Die Joseph-Hachez-Straße in Bremen-Obervieland wurde nach Joseph Emil Hachez benannt.